# Iraque nos Jogos Olímpicos de Verão de 1968
O Iraque  participou dos Jogos Olímpicos de Verão de 1968 na Cidade do México, no México. Não conquistou nenhuma medalha, nem de ouro, nem de prata e nem de bronze. Foi a 4ª participação do país em Jogos Olímpicos de Verão.